# Chenethapi
Chenethap was een vroeg-dynastieke koningin uit de 1e dynastie van Egypte. Zij leefde aan de zijde van koning (farao) Djer aan het hof van Memphis.
De vorige Egyptische koningin was mogelijk Berenib, maar in ieder geval (voor haar) Neith-hotep. Als opvolgster geldt Nachtneith of Peneboei en mogelijk ook Sesjemetka.

## Biografie
Chenethapi was de moeder van Djer volgens de Caïrosche Annalensteen. Omdat Djer wordt beschouwd als een zoon van Hor-Aha, was Chenethapi waarschijnlijk een gemalin. Haar kleinzoon was Djet, een zoon van Djer.

## Titels
De inscripties op het Palermo steenfragment (thans in het museum van Palermo in Italië) vermelden koningin Chenethapi, maar geven geen koninginnentitels weer: